# Skigebiet Czarna Góra

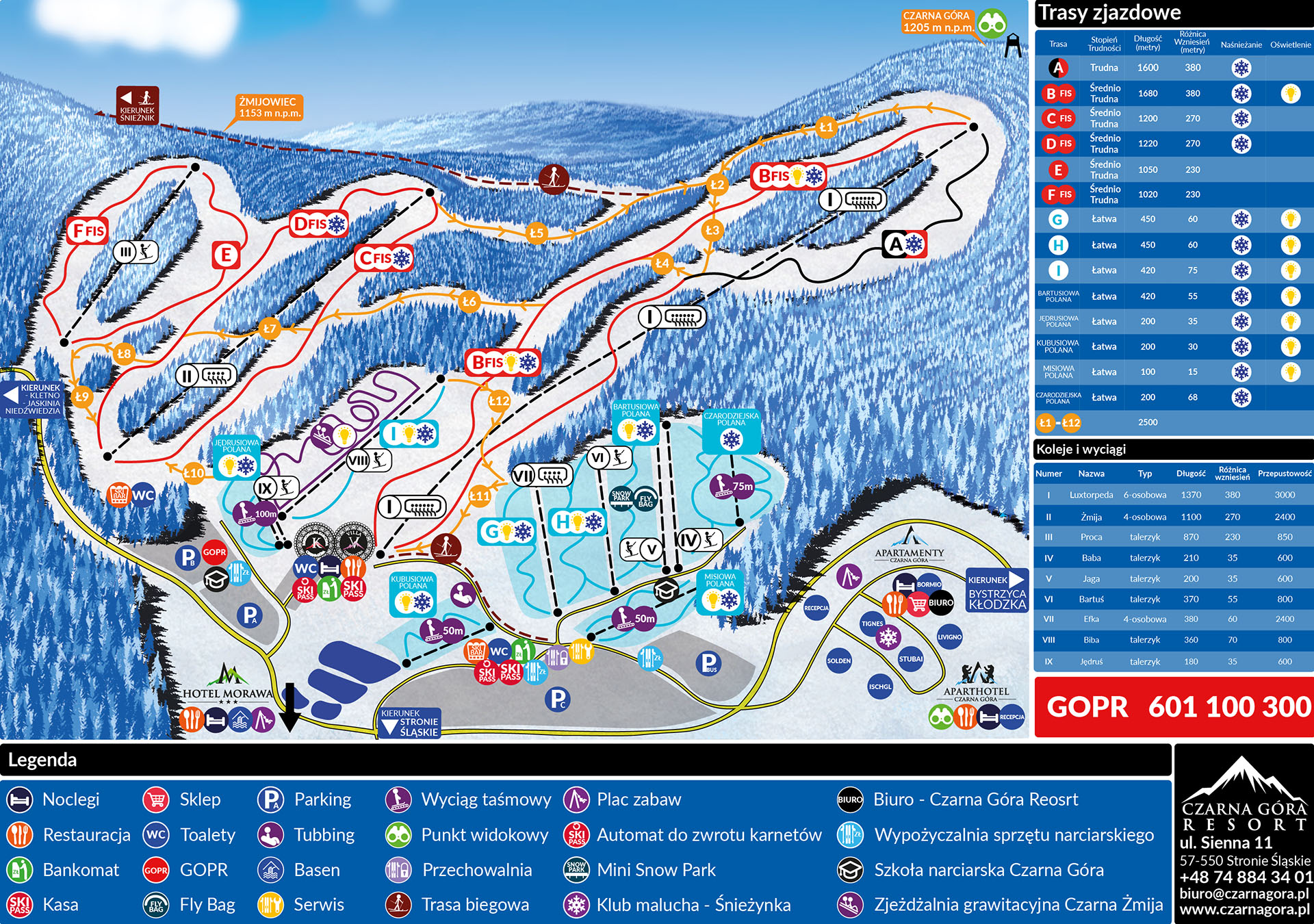
Karte des Skigebiets

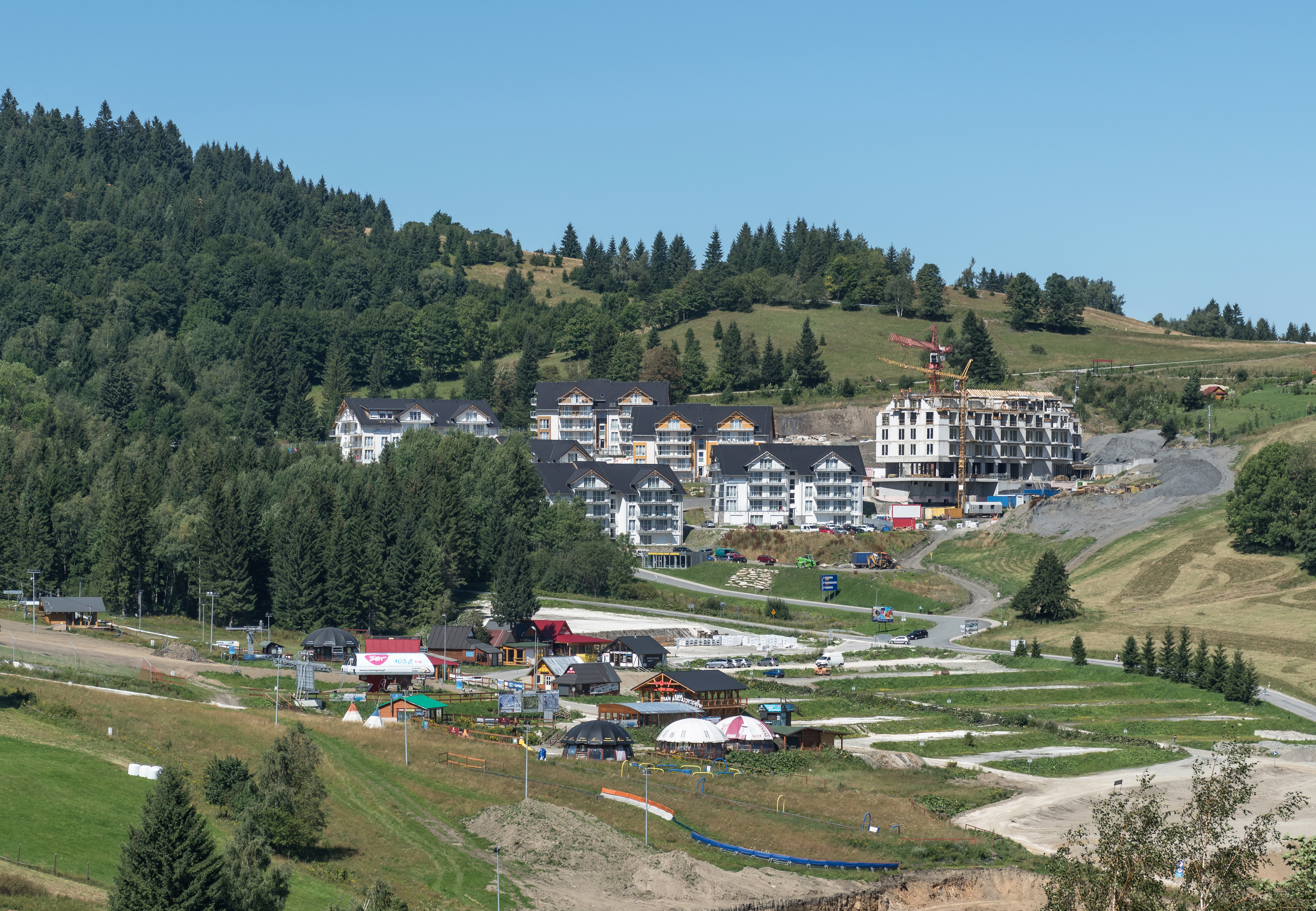
Untere Station im Sommer

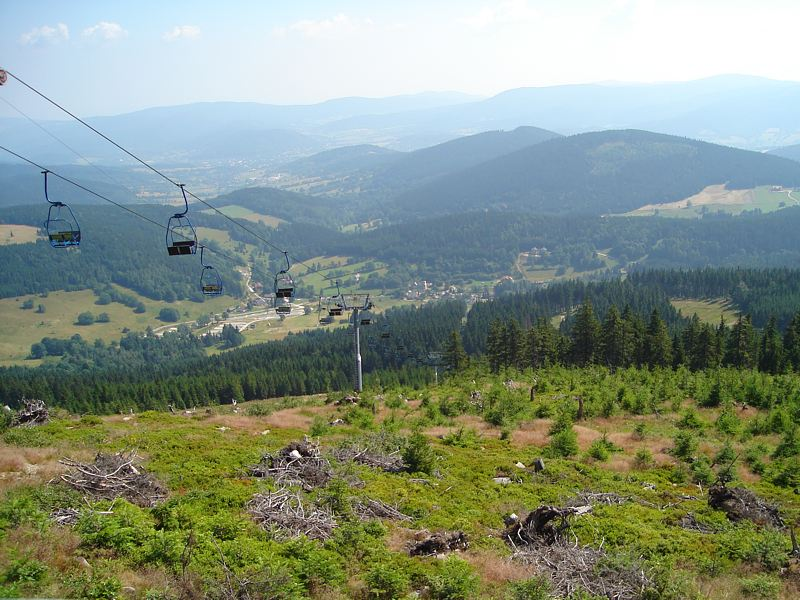
Skilift im Sommer

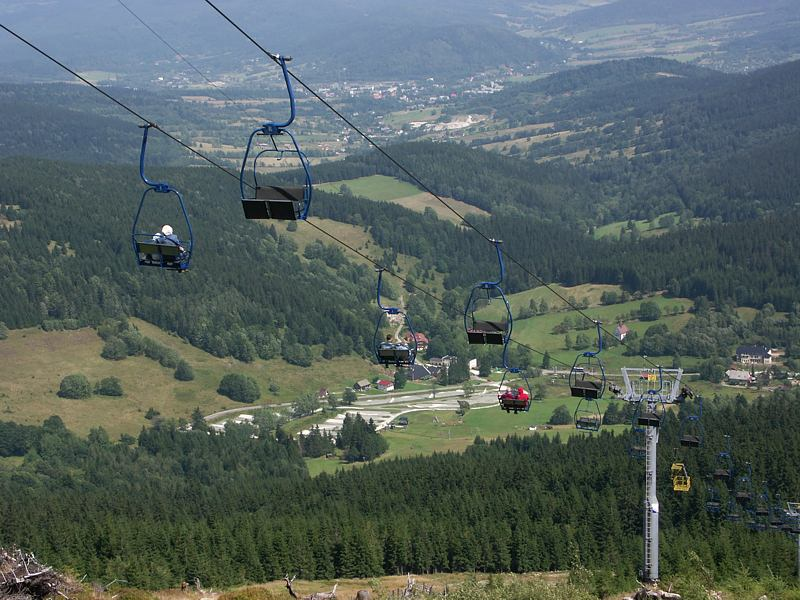
Skilift im Sommer

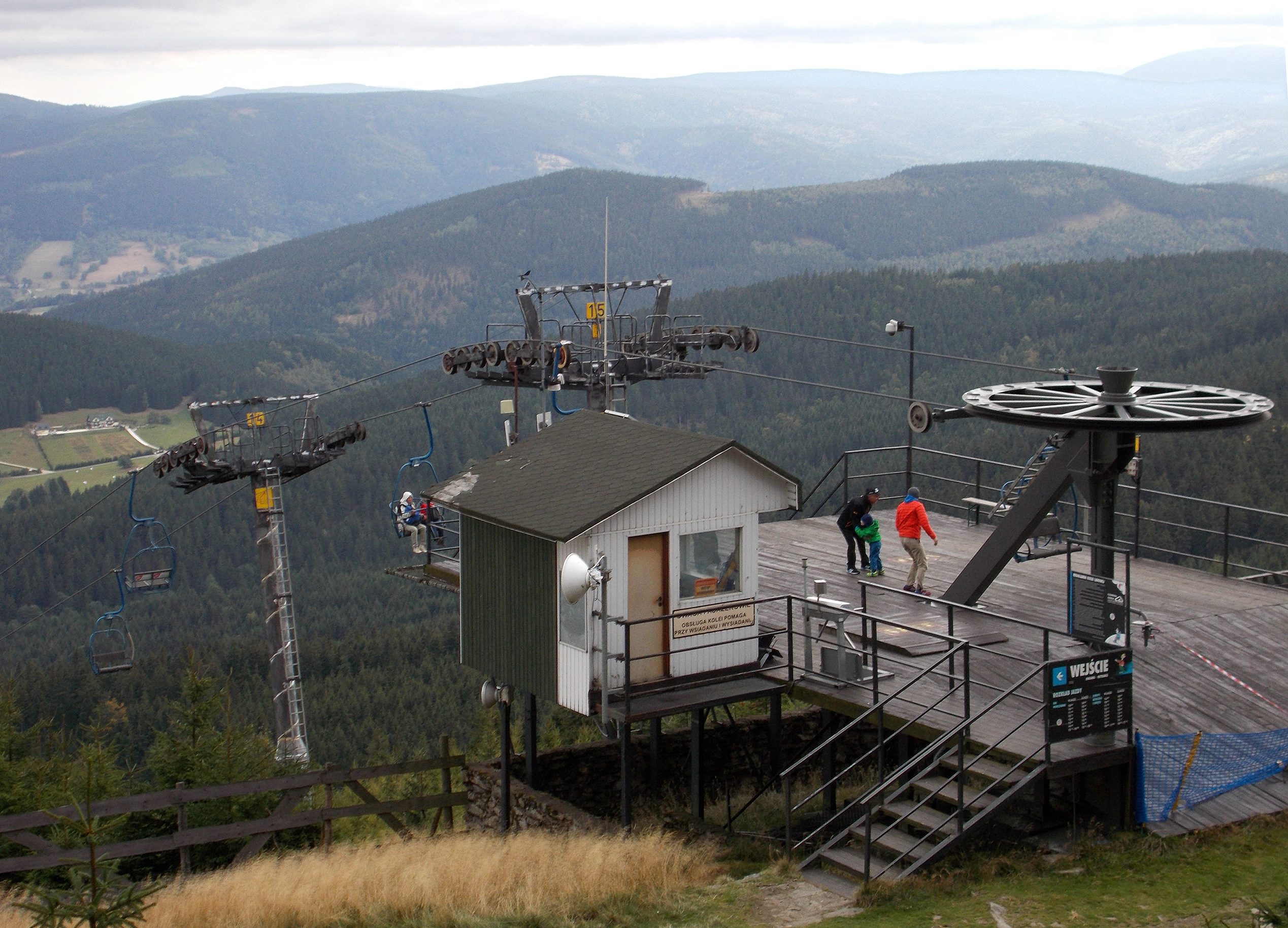
Obere Station im Sommer

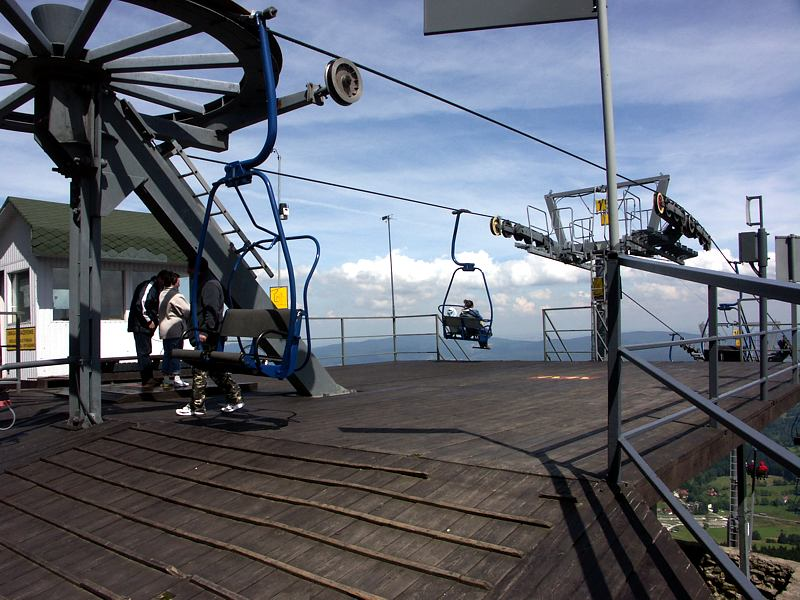
Obere Station im Sommer

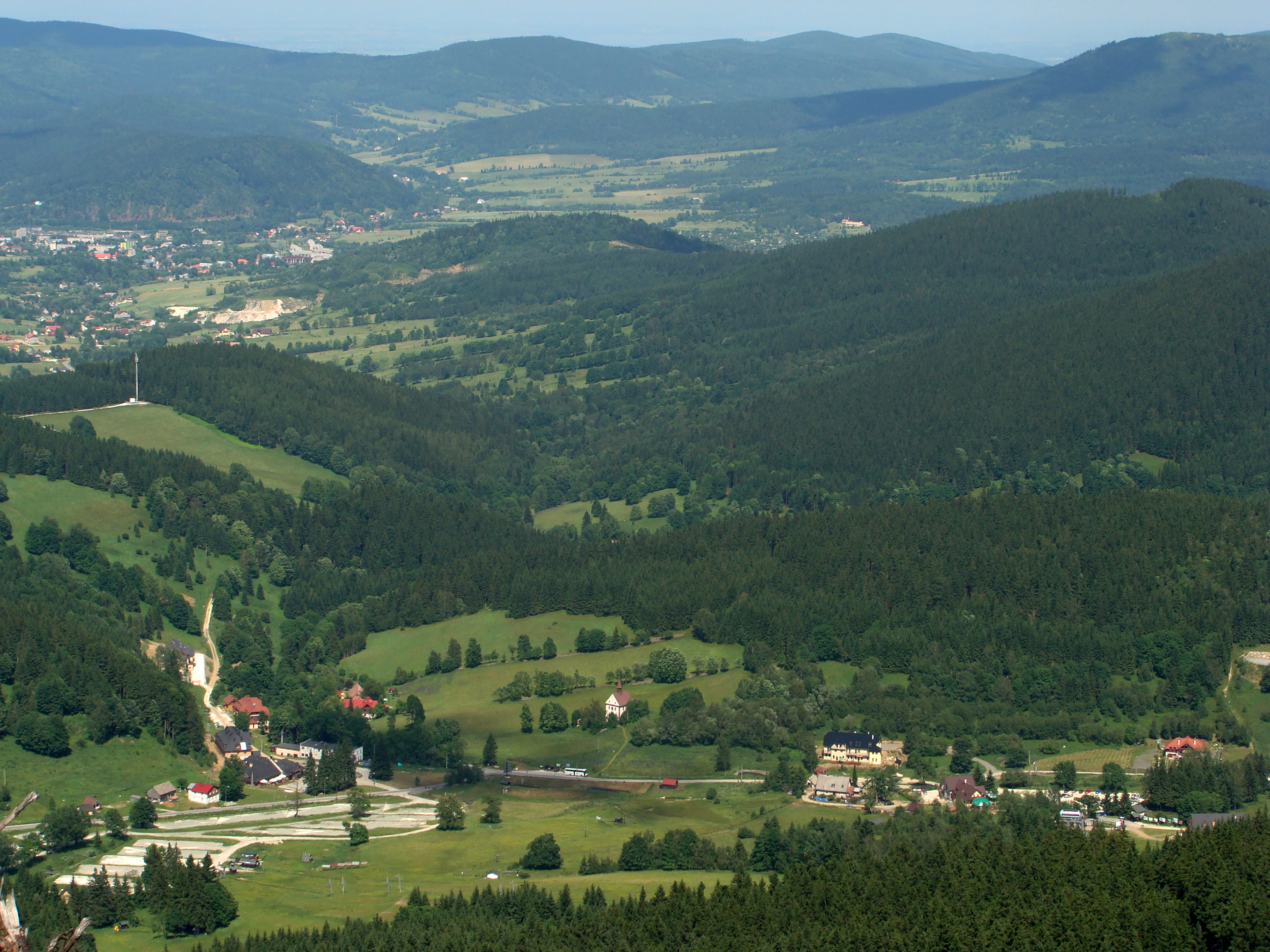
Parkplätze im Sommer

Das Skigebiet Czarna Góra liegt auf den Hängen des Glatzer Schneebergs in dem polnischen Gebirgszug des Glatzer Schneegebirges auf dem Gemeindegebiet von Sienna im Powiat Kłodzki in der Woiwodschaft Niederschlesien. Es befindet sich teilweise in der Nähe der Woiwodschaftsstraße 392.

## Lage
Es gibt eine schwarze (sehr schwierige), fünf rote (schwierige) und neun blaue Pisten.

## Beschreibung

### Skilifte
Im Skigebiet gibt es einen Sessellift und drei Tellerlifte. Insgesamt können bis zu 5800 Personen pro Stunde befördert werden.
Die Skilifte führen von Kamienica beziehungsweise den Mittelstationen bis knapp unter den Bergrücken der Zawada.
| Name       | Art        | Hersteller | Breite Personen | Länge (m) | Zeit (min) | Höhenunterschied (m) | Personen pro Stunde | Obere Station | Obere Station | Untere Station | Untere Station | Vmax (m/s) |
| Name       | Art        | Hersteller | Breite Personen | Länge (m) | Zeit (min) | Höhenunterschied (m) | Personen pro Stunde | Ort           | Höhe (m üNN)  | Ort            | Höhe (m üNN)   | Vmax (m/s) |
| ---------- | ---------- | ---------- | --------------- | --------- | ---------- | -------------------- | ------------------- | ------------- | ------------- | -------------- | -------------- | ---------- |
| Luxtorpeda | Sessellift |            | 6               | 1370      |            | 380                  | 3000                |               |               |                |                |            |
| Żmija      | Sessellift |            | 4               | 1100      |            | 270                  | 2400                |               |               |                |                |            |
| Proca      | Tellerlift |            | 1               | 870       |            | 230                  | 850                 |               |               |                |                |            |
| Baba       | Tellerlift |            | 1               | 210       |            | 35                   | 600                 |               |               |                |                |            |
| Jaga       | Tellerlift |            | 1               | 200       |            | 35                   | 600                 |               |               |                |                |            |
| Bartuś     | Tellerlift |            | 1               | 370       |            | 55                   | 800                 |               |               |                |                |            |
| Efka       | Skilift    |            | 4               | 380       |            | 60                   | 2400                |               |               |                |                |            |
| Biba       | Tellerlift |            | 1               | 360       |            | 70                   | 800                 |               |               |                |                |            |
| Jędruś     | Tellerlift |            | 1               | 180       |            | 35                   | 600                 |               |               |                |                |            |

### Skipisten
Von den Bergen führen fünfzehn Skipisten ins Tal.
| Name                 | Schwierigkeit | Start | Start        | Ziel | Ziel         | Länge (m) | Höhenunterschied (m) | Neigung (%) | Licht | Kunstschnee | FIS    | FIS | Anmerkungen |
| Name                 | Schwierigkeit | Name  | Höhe (m üNN) | Name | Höhe (m üNN) | Länge (m) | Höhenunterschied (m) | Neigung (%) | Licht | Kunstschnee | Nummer | bis | Anmerkungen |
| -------------------- | ------------- | ----- | ------------ | ---- | ------------ | --------- | -------------------- | ----------- | ----- | ----------- | ------ | --- | ----------- |
| A                    | Schwarz       |       |              |      |              | 1600      | 380                  |             | Ja    |             |        |     |             |
| B FIS                | Rot           |       |              |      |              | 1680      | 380                  |             | Ja    | Ja          |        |     |             |
| C FIS                | Rot           |       |              |      |              | 1200      | 270                  |             | Ja    |             |        |     |             |
| D FIS                | Rot           |       |              |      |              | 1220      | 270                  |             | Ja    |             |        |     |             |
| E                    | Rot           |       |              |      |              | 1050      | 230                  |             |       |             |        |     |             |
| F FIS                | Rot           |       |              |      |              | 1050      | 230                  |             |       |             |        |     |             |
| G                    | Blau          |       |              |      |              | 450       | 60                   |             | Ja    | Ja          |        |     |             |
| H                    | Blau          |       |              |      |              | 450       | 60                   |             | Ja    | Ja          |        |     |             |
| I                    | Blau          |       |              |      |              | 420       | 75                   |             | Ja    | Ja          |        |     |             |
| Bartusiowa polana    | Blau          |       |              |      |              | 420       | 55                   |             | Ja    | Ja          |        |     |             |
| Jędrusiowa polana    | Blau          |       |              |      |              | 200       | 35                   |             | Ja    | Ja          |        |     |             |
| Kubusiowa polana     | Blau          |       |              |      |              | 200       | 30                   |             | Ja    | Ja          |        |     |             |
| Misiowa polana       | Blau          |       |              |      |              | 100       | 15                   |             | Ja    | Ja          |        |     |             |
| Czarodziejska polana | Blau          |       |              |      |              | 200       | 68                   |             | Ja    |             |        |     |             |
| Łączniki             | Blau          |       |              |      |              | 2500      |                      |             |       |             |        |     |             |

## Infrastruktur
Das Skigebiet liegt unmittelbar im Zentrum von Sienna und ist mit dem Pkw erreichbar. An der unteren Station gibt es Parkplätze und mehrere Restaurants.